# Демидово (Окуловский район)
Демидово — деревня в Окуловском муниципальном районе Новгородской области, относится к Угловскому городскому поселению.

## География
Деревня Демидово расположена в северной части Валдайской возвышенности, на правом берегу реки Шегринка, в 9 км к северо-востоку от деревни Озерки, в 17 км к востоку от города Окуловка.
В 0,4 км к северу — деревня Лунино; в 0,6 км к востоку, у моста через Шегринку, — деревня Белышево.

## История
В XV—XVII вв. деревня Демидово находилась в Шегринском погосте Деревской пятины Новгородской земли.
В середине XV века деревня Демидово принадлежала знатному новгородцу Фоме Брехову Дериглазову. В 1480-х была собственностью Ивана III. В 1495 принадлежала помещику Ивану Ивановичу Ивкову.

В середине XVI века деревней владел помещик Василий Никифорович Ивков, внук Ивана Ивановича Ивкова.
В 1773—1927 деревня Демидово находилась в Боровичском уезде Новгородской губернии. С начала XIX века до 1918 относилась к Шегринской волости Боровичского уезда.
В 1911 в деревне Демидово было 18 дворов с 36 домами и населением 93 человека. Имелись хлебо-запасной магазин и частная лавка.
Деревня Демидово входила в состав Озерковского сельского поселения. В 2010 вошла в состав Угловского городского поселения.

## Население
| 2002 | 2006 | 2010 | 2011 |
| ---- | ---- | ---- | ---- |
| 11   | ↘6   | ↘4   | ↗9   |

## Транспорт
Деревня Демидово соединена с трассой Окуловка—Боровичи дорогой через Золотково и Белышево. Ближайшая ж/д станция расположена в Окуловке, в 13 км к западу.